# María Gabriela Chávez
María Gabriela Chávez Colmenares (Barinas, 12 de marzo de 1980) es una diplomática venezolana e hija del expresidente venezolano Hugo Chávez Frías.

## Biografía
Se inscribió en la Universidad Central de Venezuela en la carrera de estudios internacionales la cual abandonó posteriormente. María Gabriela se graduó como comunicadora social en la Universidad Bolivariana de Venezuela, aunque no ha ejercido formalmente la profesión.
  

El 12 de abril del 2002, durante el golpe de Estado en Venezuela, después de que los militares anunciaron que el prsidente Chávez había renunciado y lo trasladaron a la base de Fuerte Tiuna a las afueras de Caracas, María Gabriela fue la primera persona a quien Chávez llamó por teléfono, cuya conversación fue captada por Associated Press. María Gabriela se puso en contacto con varios periodistas para que reportaran que estaba ocurriendo un golpe de Estado. Según declaraciones de Fidel Castro en el diario cubano Granma, le aconsejó que declarara a los medios internacionales que Chávez no había renunciado a la presidencia, diciendo que:
"Entonces le preparé inmediatamente para que hablara con Randy el periodista, y a las 12:40 disparamos (su mensaje) al aire (…) y se lo entregamos a las agencias y a CNN”.
El mismo día María Gabriela le ofreció una entrevista telefónica al periodista cubano Randy Alonso. Al igual que Zulemita Menem y Keiko Fujimori, asumió el rol de primera dama de Venezuela después de que su padre se divorciara, acompañándolo en viajes y actos oficiales.
Durante la XVII Cumbre Iberoamericana de Jefes de Estado y de Gobierno, realizada en Santiago de Chile entre el 8 y el 10 de noviembre de 2007, María Gabriela participó en la agenda de las primeras damas. En mayo de 2009, inicia una relación amorosa con Pablo Sepúlveda Allende (1976), nieto menor del presidente chileno Salvador Allende, que duró hasta finales de ese mismo año. Durante la última campaña de su padre, para las Elecciones presidenciales de Venezuela de 2012, tuvo un romance con Emilio Vizcaíno (1985); cantante de Los Cadillac's, quienes interpretaban la canción oficial de dicha campaña. A principios de 2013 tuvo otro romance, con Manuel "Coko" Sosa; quien la acompañó a la juramentación de Nicolás Maduro como Presidente de la República en la Asamblea Nacional de Venezuela, donde María Gabriela se encargó de imponerle la banda presidencial, junto a Diosdado Cabello y desde finales de 2013, mantiene una relación con el abogado Roberto Antonio Tadeo Leyba Morales (1972); medio hermano de Manuel Sosa. El 13 de agosto de 2014 María Gabriela fue designada como embajadora alterna de Venezuela ante la Organización de Naciones Unidas, cargo que abandonó el 15 de enero de 2019. En 2019, se inició una petición para pedirle a la Casa Blanca que deportara a María Gabriela de Estados Unidos.

## Controversias
En julio de 2014 los diputados Abelardo Díaz y Homero Ruiz, ambos del partido Copei, denunciaron que María Gabriela estuvo involucrada en un contrato irregular de Venezuela con la empresa argentina Bio Ar S.A. que consistió en la compra con sobreprecio de arroz y maíz blanco por 15,5 millones de dólares en el marco del convenio agroalimentario entre Venezuela y Argentina.
En octubre de 2013 el sector económico arrocero de Argentina, los directivos de la Federación Nacional de Entidades Arroceras (Fedenar) denunciaron la presencia de una nueva empresa llamada Bioart SA. que comercializaba granos al país caribeño luego de firmado mayo de 2013 un convenio bilateral entre los dos países "libre de intermediarios". La empresa Bioart SA. nació en 2009, cuyos titulares son María Isabel y María Eugenia Vignati, pero recién en noviembre de 2013 se inscribió en la AFIP en el rubro “Venta al por mayor de cereales" denuncia que fue la única en recibir los permisos para exportar ese grano a Venezuela que logró hacer dos embarques de 10.247 toneladas y otra de 27.500 toneladas de arroz con cáscara el 16 de junio salieron del puerto de San Pedro, por valor de 16.678.750 dólares que fueron vendidas en Venezuela en 23 millones con un sobreprecio del 40% actuando como intermediario en el negocio a cambio vendían silos, maquinaria y repuestos que no producían (revendian).
Bioart S.A. exportó a Venezuela 39,000 toneladas de arroz y 28,000 toneladas de maíz blanco a precios 30% por encima del precio promedio mundial. La empresa estaba conectada con Julio De Vido, un exministro de la era Kirchner (actualmente detenido en el Complejo Penitenciario Federal II de Marcos Paz, Argentina por corrupción y tráfico de influencias), quien hizo numerosos negocios cuestionables con Venezuela. Según la denuncia, el contrato fue firmado después de que los directivos de la firma argentina se reunieron en Caracas con María Gabriela Chávez
El 7 de agosto de 2015, Diario Las Américas publicó en su portal de internet un artículo titulado "María Gabriela Chávez podría ser la mujer más rica de Venezuela". En dicho artículo, el diario afirmó que María Gabriela Chávez posee 4 197 millones de dólares en sus cuentas bancarias de Andorra y Estados Unidos, por encima de empresarios venezolanos como Lorenzo Mendoza o Gustavo Cisneros. El 10 de agosto de 2015, Eva Golinger envió una carta a Diario Las Américas, actuando como abogada de María Gabriela, exigiendo al diario "desistir de la difamación del carácter y reputación" de su cliente y "emitir una retractación completa y justa (...) de cualquier afirmación difamatoria", afirmando que María Gabriela fue víctima de difamación y que había sufrido daños por el artículo. En octubre de 2017, el actor venezolano Manuel “Coco” Sosa, con quien María Gabriela tuvo un romance en 2013, fue detenido bajo acusaciones de corrupción.
Mientras en Argentina en 2017 la Procuraduría de Criminalidad Económica y Lavado de Activos (Procelac) abrió una investigación, los fiscales Gabriel Pérez Barbera y Laura Roteta, denunciaron que Bioart SA, exportó arroz con cáscara por US$606,5 la tonelada, un valor muy por encima del precio internacional casi al doble, fue descubierto las sospechas a través de la Unidad de Información Financiera (UIF) al observar que los Vignati presentaron seis reportes de operación sospechosa (ROS) referente a compras de propiedades, vehículos entre 2013 y 2015. Bioart SA le vendió a Venezuela haciendo uso de operaciones bilaterales aceite de soja, leche en polvo y maíz por un valor aproximado de US$145 millones de dólares y denuncias hechas por directivos de la Federación Nacional de Entidades Arroceras (Fedenar), las investigaciones se enfriaron luego de que Cristina Kirchner recuperó la vicepresidencia de Argentina en 2019, principal artífice del convenio bilateral con Venezuela.
En noviembre de 2018, María Gabriela fue acusada por la fiscal Luisa Ortega Díaz de haberse beneficiado del entramado de corrupción liderado por Alejandro Andrade, extesorero Nacional de Venezuela. Andrade se encuentra detenido sentenciado a diez años de cárcel, se declaró culpable de lavado de dinero y sus lujosas propiedades confiscadas fueron rematadas.
El abogado venezolano Roberto Leyba Morales, compañero sentimental de Gabriela y medio hermano de Manuel "Coko" Sosa abrió una chequera en el Mercantil Commercebank a inicios de 2014, de Miami que manejaba depósitos y transferencias de varios millones de dólares que fue cancelada en 2016 por inconsistencias y sospechas de lavado de dinero producto de la corrupción por ser parte de una investigación a la cual Leyba no supo responder. al inicio declaró tener un sueldo anual de 300,000 dólares e ingresos anuales por comisiones de 800,000 dólares recibió varias comisiones de un banco de Chipre, los depósitos provenían de: pago de “comisiones” por la compra de la embarcación MV Speed Runner. Otras por servicios de asesoría por la compra de un Ferry a Naviera Paraguaná C.A. que sobrefacturó en 11.6 millones de dólares cuando en realidad su valor era de 5 millones, demostraron otros ingresos, en noviembre de 2018 la fiscal Luisa Ortega Díaz de Venezuela abrió una investigación por lavado de dinero. El 24 de febrero de 2021 este caso fue cerrada la causa, al determinar que el sobreprecio realizado ocurrió por ser proporcionales al alto riesgo que tenían estas operaciones comerciales.

## Vida personal
María Gabriela Chávez, es la segunda de los tres hijos que Hugo Rafael Chávez Frías tuvo durante su primer matrimonio con Nancy Coromoto Colmenares Luciani. Sus hermanos son: Rosa Virginia (1978) y Hugo Rafael (1982). Además, tiene tres medias hermanas: Rosinés Chávez Rodríguez (1997), Génesis María Chávez Segura (2005) y Sara Manuela Chávez Fajardo (2008). El 18 de abril de 1998, nació su hija; Gabriela Alejandra Rivero, fruto de su relación con el San Joaquinero; Giovanny Alexander Rivero Montes (1979). Tiene un nieto, Paulo Aponte; nacido el 12 de agosto de 2025.